# Valdelagua (Guadalajara)
Valdelagua es una localidad española, pedanía del municipio de Budia, en la Guadalajara. Está situada en el centro de la península ibérica, en la comarca de La Alcarria.

## Geografía

### Ubicación
Se encuentra situada en la comarca de la Alcarria, dentro del término municipal de Budia.  Distinguida con el título de villa, históricamente comprendía el despoblado de Picazo. Por la población discurren distintos arroyos que desembocan en el río Tajo.

### Clima
Continental, típico de la meseta castellana. Veranos largos, secos y calurosos, e inviernos igualmente largos y rigurosos, dan paso a primaveras y otoños cortos y templados.
Su peculiar situación en el fondo de un estrecho valle determinan unas condiciones climáticas específicas. 

## Historia
Se desconoce la fecha de fundación de la villa como ocurre con la mayoría de los pueblos de la provincia. La ausencia de documentación sólo permite especular sobre la base de la espadaña de la iglesia, de más que probable construcción románica. El lugar aparece mencionado junto con otros pueblos de la zona en documentos fechados en el siglo XIV.
El nombre es bastante esclarecedor de la situación y las condiciones geológicas, un estrecho barranco surcado por un arroyo alimentado por varias fuentes, algunas de las cuales se encontraban en el interior de las casas y bodegas de la villa.
Fue parte del señorío real de Brihuega, hasta que en el año 1434, por donación de María de Aragón, consorte de Juan II, pasó a ser propiedad de Gómez Carrillo y María de Castilla. Continua pasando de unas familias a otras hasta llegar a la familia de Mendoza y a través de los marqueses de Cenete, dentro del sesmo de Durón. 
Durante la guerra de sucesión española que enfrentó a los defensores del futuro Felipe V (franceses) contra los que aseguraban que el verdadero heredero de Carlos II, monarca fallecido sin descendencia, debía pertenecer a la casa de Habsburgo (austriacos, holandeses e ingleses) tuvo como víctima la iglesia de Valdelagua a causa de las inclinaciones políticas de su párroco. Antes de la derrota de los defensores de los Habsburgo en 1710 en la batalla de Villaviciosa, muy cerca de la localidad de Brihuega, las tropas de la alianza se retiraban hacia Barcelona. Cuando atravesaban la villa de Valdelagua oyeron al sacerdote cantar las victorias de Felipe V. Pensaron en arrancarle la lengua y matarle, pero la intercesión del general Villarroel permitió que sólo quemaran y destruyeran la iglesia, y al cura lo colocaran en primera línea durante la batalla de Villaviciosa.
Hacia mediados del siglo XIX, el lugar, por entonces con ayuntamiento propio, tenía una población de 125 habitantes y un total de 80 casas. La localidad aparece descrita en el decimoquinto volumen del Diccionario geográfico-estadístico-histórico de España y sus posesiones de Ultramar de Pascual Madoz de la siguiente manera:

VAL DEL AGUA: v. con ayunt. en la prov. de Guadalajara (6 leg.), part. jud. de Cifuentes (3), aud. terr. de Madrid (15), c. g. de Castilla la Nueva, dióc. de Sigüenza (8). sit. en un barranco que la atraviesa, dividiéndola en dos partes, las cuales se comunican por un puente de madera, su clima es frio, pero sano: tiene 80 casas; la consistorial; una fuente de abundantes y buenas aguas con dos pilones, uno para lavadero de ropas y otro para abrevadero de ganados; escuela de instruccion primaria á cargo de un maestro dotado con 230 rs.; un pósito nacional con 100 fan. de trigo y otro pio con 50; una igl. parr. (la Asuncion de Ntra. Sra.), matriz de la de Picazo, servida por un cura y un sacristan: confina el térm. con los de Gualda, Budia, Castillo y Picazo; con varias fuentes y una ermita (la Concepcion); el terreno es quebrado, pedregoso y de poca miga; comprende dos montes de encina y uno de roble. caminos: los locales, en mal estado. correo; se recibe y despacha en Budia. prod.: cereales, legumbres, vino, aceite, frutas, bellota, leñas de combustible y carboneo, y buenos pastos con los que se mantiene ganado lanar, cabrio, vacuno, mular y asnal; hay caza mayor y menor, ind.: la agricola y un molino aceitero  pobl.: 30 vec., 125 alm. cap. prod.: 701,667 rs. imp.: 42,100. contr.: 3,124.
(Madoz, 1849, pp. 260-261)

Aunque durante los años 1950, el especial interés del gobernador civil de Guadalajara por este pueblo permitió la construcción de distintas infraestructuras, la emigración hacia las grandes ciudades hizo disminuir drásticamente el censo de la población. 
En julio de 2002 se inauguraron las nuevas conexiones de suministro eléctrico, iluminación de las vías públicas y la pavimentación de la carretera de acceso.

## Demografía
| Gráfica de evolución demográfica de Valdelagua entre 1842 y 1960 |
| |
| Población de derecho según los censos de población del INE Población de hecho según los censos de población del INEEntre el censo de 1857 y el anterior, crece el término del municipio porque incorpora a Picazo Entre el censo de 1970 y el anterior, este municipio desaparece porque se integra en el municipio Budia |

## Monumentos
- Iglesia parroquial de Valdelagua, con espadaña románica y cuerpo del siglo XVIII.
- Ermita (aprox. siglo XVIII).
- Casa grande (aprox. siglo XVIII)
- Picota (sin datar), restos de las gradas.

## Festividades
- Fiestas patronales de la Inmaculada Concepción
- Fiestas de Julio